# Mayfield and Five Ashes
Mayfield and Five Ashes is een civil parish in het bestuurlijke gebied Wealden, in het Engelse graafschap East Sussex met 3718 inwoners.